# Krępiec (Lublin)
Pour les articles homonymes, voir Krępiec.
Krępiec (prononciation [ˈkrɛmpjɛt͡s]) est un village de la gmina de Mełgiew du powiat de Świdnik dans la voïvodie de Lublin, situé dans l'est de la Pologne.
Il se situe à environ 4 kilomètres au sud-ouest de Mełgiew (siège de la gmina, 3 kilomètres au sud-est de Świdnik (siège du powiat) et 13 kilomètres au sud-est de Lublin (capitale de la voïvodie).

## Histoire
De 1975 à 1998, le village est attaché administrativement à l'ancienne voïvodie de Lublin.

Depuis 1999, il fait partie de la nouvelle voïvodie de Lublin.